# Karel Elodie Ziketh

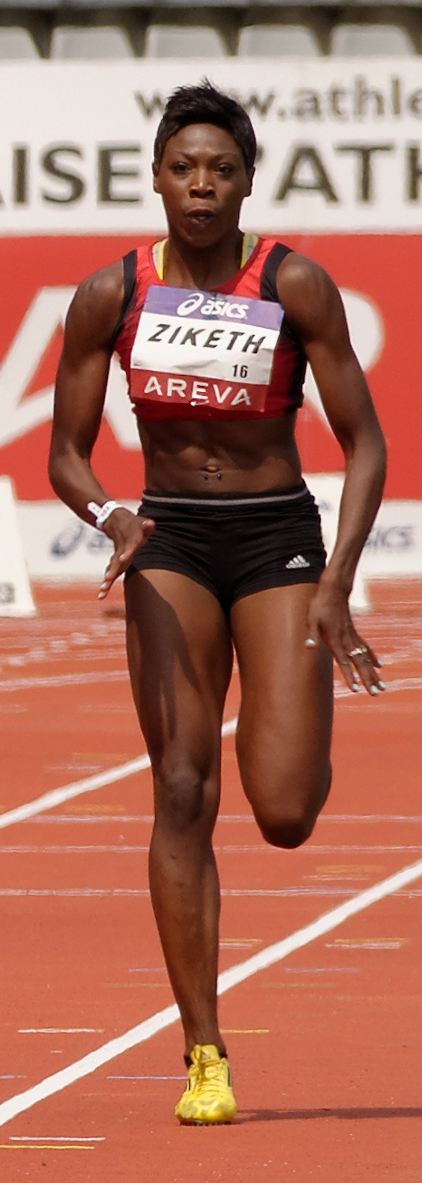
Karel Elodie Ziketh (2013).

Karel Elodie Ziketh (sinh ngày 23 tháng 9 năm 1991) là một vận động viên chạy vượt rào người Bờ Biển Ngà.
Mặc dù đại diện cho Bờ Biển Ngà, cô lại đến từ Cachan, Pháp. Cô chuyển đến Hoa Kỳ để học quản lý kinh doanh tại Benedict College. Cô đã hoàn thành thứ sáu tại Giải vô địch châu Phi 2016, không hoàn thành cuộc đua tại Jeux de la Francophonie 2017 và thi đấu tại Đại học Mùa hè 2017 và Giải vô địch trong nhà thế giới 2018 mà không lọt vào chung kết.
Tại Jeux de la Francophonie 2017, cô cũng đã giành được huy chương vàng ở nội dung tiếp sức 4 × 100 mét.
Thời gian tốt nhất cá nhân của cô là 13,68 giây, đạt được tại Giải vô địch châu Phi 2016 ở Durban; và 11,86 trong 100 mét, đạt được vào tháng 6 năm 2013 tại Créteil.